# 카르탕 행렬
수학에서, 카르탕 행렬(Cartan行列, 영어: Cartan matrix)은 특정 조건을 만족시키는 정수 정사각 행렬이다.

## 정의
정수 성분 정사각 행렬
{\displaystyle A\in \operatorname {Mat} (n;\mathbb {Z} )}
가 다음 조건을 만족시킨다면, 카르탕 행렬이라고 한다.
- 모든 {\displaystyle i\in \{1,2,\dots ,n\}}에 대하여, {\displaystyle A_{ii}=2}
- 모든 {\displaystyle i,j\in \{1,2,\dots ,n\}}에 대하여, 만약 {\displaystyle i\neq j}라면 {\displaystyle A_{ij}\leq 0}
- 모든 {\displaystyle i,j\in \{1,2,\dots ,n\}}에 대하여, 만약 {\displaystyle A_{ij}=0}이라면 {\displaystyle A_{ji}=0}

### 딘킨 도표
카르탕 행렬 {\displaystyle A\in \operatorname {Mat} (n;\mathbb {Z} )}가 주어졌을 때, 이에 대응하는 딘킨 도표(영어: Dynkin diagram)는 다음과 같은 데이터로 주어진다.
- 그래프 {\displaystyle \Gamma }
{\displaystyle \operatorname {V} (\Gamma )=\{1,\dotsc ,n\}}
{\displaystyle \operatorname {E} (\Gamma )=\{\{i,j\}\colon A_{ij}<0\}}
- 각 변 {\displaystyle \{i,j\}\in \operatorname {E} (\Gamma )}에 대하여, 양의 정수 순서쌍 {\displaystyle (|A_{ij}|,|A_{ji}|)}

이 데이터로부터 카르탕 행렬을 재구성할 수 있다.

## 분류
{\displaystyle n\times n} 정사각 행렬 {\displaystyle M\in \operatorname {Mat} (n;R)}에 대하여, 만약
{\displaystyle M_{ij}=0\;\forall i\in I,\;j\in \{1,\dotsc ,n\}\setminus J}
인 {\displaystyle \varnothing \neq I\subsetneq \{1,\dotsc ,n\}}가 존재하지 않는다면, {\displaystyle M}을 분해 불가능 행렬(영어: indecomposable matrix)이라고 하자. 모든 행렬은 분해 불가능 행렬들의 직합으로 표현된다.
분해 불가능 카르탕 행렬 {\displaystyle A} 가운데, 다음과 같이 대각 행렬과 대칭 행렬의 곱으로 표현될 수 있는 것을 대칭화 가능 카르탕 행렬(영어: symmetric Cartan matrix)이라고 한다.
{\displaystyle A=DS}, {\displaystyle D,S\in \operatorname {Mat} (n;\mathbb {R} )}
{\displaystyle S_{ij}=S_{ji}}
{\displaystyle D=\operatorname {diag} (D_{11},\dotsc ,D_{nn})}
이 경우, 항상 {\displaystyle D_{ij}}의 대각선 성분을 양의 정수로, {\displaystyle S_{ij}}의 성분을 유리수로 잡을 수 있다.
대칭화 가능 카르탕 행렬은 {\displaystyle n}개의 실수 고윳값을 가진다. 대칭화 가능 카르탕 행렬 {\displaystyle A}들은 그 고윳값에 따라 다음과 같이 분류된다.
- 만약 {\displaystyle A}의 고윳값이 모두 양수일 경우, 카르탕 행렬을 유한형 카르탕 행렬이라고 한다. 이 경우, 카르탕 행렬은 복소수 단순 리 대수와 일대일 대응한다.
- 만약 {\displaystyle A}의 고윳값이 모두 양수 또는 0이며, 0을 하나 이상 포함할 경우, 카르탕 행렬을 아핀 카르탕 행렬이라고 한다. 이 경우, 카르탕 행렬은 아핀 리 대수와 일대일 대응한다.
- 만약 {\displaystyle A}의 고윳값이 음수를 포함한다면, 카르탕 행렬을 아핀 카르탕 행렬이라고 한다. 이 경우, 카르탕 행렬은 아핀 리 대수와 일대일 대응한다.

## 예
1×1 카르탕 행렬은
{\displaystyle A={\begin{pmatrix}2\end{pmatrix}}}
밖에 없다.
2×2 카르탕 행렬들은 다음과 같다.
{\displaystyle A={\begin{pmatrix}2&a\\b&2\end{pmatrix}}}
2×2의 경우, 만약 {\displaystyle a,b\neq 0}이라면 항상
{\displaystyle A={\begin{pmatrix}a&0\\0&b\end{pmatrix}}{\begin{pmatrix}2/a&1\\1&2/b\end{pmatrix}}}
으로 놓을 수 있어, 항상 대칭 카르탕 행렬이다. {\displaystyle A}의 고윳값은
{\displaystyle \lambda _{\pm }=2\pm {\sqrt {ab}}}
이다.
이 경우,
- 유한형 카르탕 행렬은 ({\displaystyle a\leq b}라고 놓으면) {\displaystyle (a,b)\in \{(0,0),(-1,-1),(-2,-1),(-3,-1)\}}이다. 이들은 각각 반단순 리 대수 {\displaystyle {\mathfrak {a}}_{1}\oplus {\mathfrak {a}}_{1}}, {\displaystyle {\mathfrak {a}}_{2}}, {\displaystyle {\mathfrak {b}}_{2}={\mathfrak {c}}_{2}}, {\displaystyle {\mathfrak {g}}_{2}}에 대응된다.
- 아핀 카르탕 행렬은 ({\displaystyle a\leq b}라고 놓으면) {\displaystyle (a,b)\in \{(-4,-1),(-2,-2)\}}이다. 이들은 각각 아핀 리 대수 {\displaystyle {\mathfrak {a}}_{1}^{(1)}} 및 {\displaystyle {\mathfrak {a}}_{2}^{(2)}}에 해당한다.

## 역사
엘리 카르탕의 이름을 땄으나, 이름과 달리 빌헬름 킬링이 최초로 사용하였다.

## 같이 보기
- 기본 표현
- 킬링 형식